# Contiger vittatalis
Contiger vittatalis là một loài bướm đêm trong họ Crambidae.